# Marlon Knauer
Marlon (* 19. August 1987 in Berlin; bürgerlich Marlon Knauer) ist ein deutscher Sänger.

## Leben und Wirken
Knauer wurde in Berlin geboren, lebte eine Zeit lang mit seinen Eltern auf Gran Canaria und wohnt mittlerweile in Hannover. Mit 14 Jahren wurde er von Rolf Brendel, dem Ex-Schlagzeuger von Nena, entdeckt. 2002 gelang ihm mit seiner zweiten Single Lieber Gott, die er zusammen mit deutschen Musikgrößen wie Peter Maffay, Nena, Udo Lindenberg, Herbert Dreilich, Joachim Witt und Rolf Stahlhofen aufnahm, der Durchbruch. Die Single, die als Benefizsingle aufgenommen wurde und deren Reinerlös den Opfern der Flutkatastrophe 2002 zugutekam, kletterte bis auf Platz 6 der deutschen Charts. Im selben Jahr erschien sein Debütalbum Hallo liebes Leben.
Nach seinem Schulabschluss begann er wieder Musik zu machen, was er wie folgt begründet: „Ich hatte das Gefühl, dass Musikmachen nicht länger nur ein Wunsch oder Traum, sondern wirklich ein Teil von mir, von meinem Leben ist.“
Im Januar 2006 erschien unter dem Bandnamen „Marlon“ seine Single Was immer du willst, mit der er für Niedersachsen am 9. Februar 2006 beim Bundesvision Song Contest den sechsten Platz belegte. 
Im Frühjahr 2008 gründete Marlon zusammen mit Dennis Fechter (Gitarre) und Willy Klinger (Bass) die Band „Stabil“. Sie nahmen Demos auf und hatten Unterstützung von einem Management. Doch am 23. Dezember 2008 löste sich die Band wegen persönlicher Differenzen wieder auf.
Seit 2016 tritt Marlon wieder live auf, als deutscher Liedermacher, mit eigenen neuen Stücken und Liedern aus seinem alten Repertoire.

## Diskografie

### Alben
- 2002: Hallo liebes Leben
- 2006: Herzschlag

### Singles
- 2002: Ich hab’ dich zuerst gesehen
- 2002: Lieber Gott (& Freunde; Benefiz-CD für die Flutopfer in Deutschland von 2002)
- 2003: Fragen, Fragen, Fragen
- 2006: Was immer du willst

## Auszeichnungen
- Bravo Otto
  - 2002: „Bronze“ in der Kategorie „Sänger“[2]